# Bariumoxid
Bariumoxid er et oxid af det alkaliske jordmetal barium, med sumformlen BaO. Det er et farveløst pulver, der reagerer med vand under dannelse af bariumhydroxid.
Bariumoxid fremstilles ved at opvarme en blanding af kul og bariumkarbonat til 1030 °C. En anden fremstillingsproces involverer opvarmning af bariumnitrat.
Bariumoxid bruges til at opsuge kultveilte og vand, og som råstof for fremstilling af bariumhydroxid, bariumperoxid organiske salte af barium, og som ingrediens i specielle glassorter.